# اکولانس
اکولانس (به فرانسوی: Accolans) یک کمون در فرانسه است که در Canton of L'Isle-sur-le-Doubs واقع شده‌است.

## خصوصیات
اکولانس ۵٫۱۸ کیلومترمربع مساحت و ۹۴ نفر جمعیت دارد.